# Dwyer Arena
Die Dwyer Arena (offiziell: Robert and Concetta Dwyer Arena) ist eine Eissporthalle in der US-amerikanischen Stadt Lewiston im Bundesstaat New York. Sie ist im Besitz der Niagara University und befindet sich auf dem Campus der Universität. Sie wird von deren Eishockeymannschaften der Männer und Frauen, den Niagara Purple Eagles, genutzt. Die Arena hat ein Fassungsvermögen von 1.400 Zuschauern.

## Geschichte
Die Eishockeyarena wurde im Jahre 1996 fertiggestellt. Vor der Spielzeit 1999/2000 wurde die Arena dank einer Spende von Bob und Connie Dwyer in Höhe von drei Mio. US-Dollar grundlegend renoviert. Beide hatten 1965 an der Universität ihren Abschluss gemacht. Bei der Renovierung wurden Kabinen, Trainingsräume und die Spielerlobby auf den neusten Stand gebracht. Außerdem wurden getrennte Eingänge für die Haupt- und Nebeneisbahn geschaffen, ein Ticketshop sowie ein Geschäft für Eishockeyausrüstung eingerichtet.
Im Sommer 2007 wurde ein weiterer Sitzplatzblock in der Arena eingebaut. Infolge dieses Ausbaus konnten man Kapazität von 1.600 auf 2.100 Plätze erhöht werden. Momentan bietet die Halle Platz für 1.400 Besucher.

## Veranstaltungen
Neben den Heimspielen der Niagara Purple Eagles finden auch andere Eishockeyveranstaltungen in der Arena statt.
- Die Arena war fünf Mal Gastgeber des College Hockey America Ice Hockey Tournament; in den Jahren 2002, 2008 und 2010 bei den Herren sowie 2004 und 2008 bei den Damen.
- Seit 2008 findet in der Dwyer Arena jährlich das Buffalo Sabres Summer Development Camp statt.
- Um den Jahreswechsel 2010/2011 war die Arena zum ersten Mal Gastgeber der IIHF Eishockey-Weltmeisterschaft der U20-Junioren. Bei dieser WM wurden 6 Vorrundenspiele der Gruppe B sowie alle 4 Spiele der Abstiegsrunde in der Dwyer Arena ausgetragen.

## Eishockey-Weltmeisterschaft der U20-Junioren 2011
Folgende Partien fanden während der U20-Junioren-WM in der Dwyer Arena statt.
| So, 26. Dezember 2010, 16 Uhr (Gruppe B)      |   |             |     |
| Norwegen                                      | – | Schweden    | 1:7 |
| Mo, 27. Dezember 2010, 19 Uhr (Gruppe B)      |   |             |     |
| Tschechien                                    | – | Norwegen    | 2:0 |
| Di, 28. Dezember 2010, 19 Uhr (Gruppe B)      |   |             |     |
| Schweden                                      | – | Russland    | 2:0 |
| Do, 30. Dezember 2010, 15 Uhr (Gruppe B)      |   |             |     |
| Schweden                                      | – | Tschechien  | 6:3 |
| Do, 30. Dezember 2010, 19 Uhr (Gruppe B)      |   |             |     |
| Russland                                      | – | Norwegen    | 8:2 |
| Fr, 31. Dezember 2010, 19 Uhr (Gruppe B)      |   |             |     |
| Tschechien                                    | – | Russland    | 3:8 |
| So, 2. Januar 2011, 15:30 Uhr (Abstiegsrunde) |   |             |     |
| Slowakei                                      | – | Norwegen    | 5:0 |
| So, 2. Januar 2011, 19:30 Uhr (Abstiegsrunde) |   |             |     |
| Tschechien                                    | – | Deutschland | 3:2 |
| Di, 4. Januar 2011, 15:30 Uhr (Abstiegsrunde) |   |             |     |
| Deutschland                                   | – | Norwegen    | 1:3 |
| Di, 4. Januar 2011, 19:30 Uhr (Abstiegsrunde) |   |             |     |
| Slowakei                                      | – | Tschechien  | 5:2 |